# Stadion Christa Botewa w Błagojewgradzie
Stadion Christa Botewa (bułg. Стадион „Христо Ботев“) – wielofunkcyjny stadion w Bułgarii, w Błagojewgradzie, o pojemności 7 500 widzów.
Swoje mecze rozgrywa na nim drużyna piłkarska Pirin Błagojewgrad. Początkowo stadion posiadał 17 000 miejsc, lecz jedna z trybun została z powodu bezpieczeństwa zburzona w 2008 roku i liczba miejsc została zmniejszona do obecnej wielkości. W 2009 roku zaczął się remont stadionu, który polegał na m.in. zamontowaniu sztucznego oświetlenia. Remont zakończył się w 2010 roku i kosztował 1,5 mln euro. Planowana jest budowa drugiej trybuny, która by zwiększyła pojemność stadionu docelowo do 15 000 widzów.